# Valentin Kielinger
Valentin Anton Kielinger (* 14. Februar 1901 in Löbau; † 19. September 1969 in West-Berlin) war ein deutscher CDU-Politiker.

## Leben
Kielinger besuchte das Gymnasium in Danzig und studierte später an den Universitäten in Königsberg, München und Leipzig Jura. Danach war er als Richter in Danzig tätig, wurde jedoch 1936 in „Schutzhaft“ genommen und 1937 in den Ruhestand versetzt. 1940 wurde er zur Wehrmacht eingezogen und in der Heeresverwaltung eingesetzt, zuletzt in Prag.
Nach dem Krieg ging er nach Berlin, wo er ab 1946 als Richter am Amtsgericht Charlottenburg tätig war und schnell zur CDU fand. Am 3. April 1947 wurde er von Oberbürgermeister Otto Ostrowski (SPD) zum Stadtrat für Justiz und zum Leiter der Rechtsabteilung des Magistrats berufen.
In diesem Amt verblieb er auch unter Ostrowskis Nachfolgern Reuter (SPD), Schreiber (CDU), Suhr (SPD) und Brandt (SPD), wobei er seit Inkrafttreten der neuen Berliner Landesverfassung den im Februar 1951 eingeführten Titel des Senators trug.
Erst nach der Wahlniederlage der CDU im Februar 1963 schied Kielinger aus dem Amt des Justizsenators.
Kieninger war Mitglied der katholischen Studentenverbindungen KDStV Baltia (Danzig) Aachen und KAV Suevia Berlin.
In Berlin-Britz wurde eine Straße nach ihm benannt.
Sein Neffe ist der Journalist Thomas Kielinger.  Die letzte Ruhestätte fand Valentin Kielinger auf dem Friedhof der St.-Matthias-Gemeinde (Berlin-Tempelhof).